# Стариков, Алексей Маркович
Алексей Маркович Стариков (30 марта 1909, Барнаул — 14 марта 1984, Уфа) — строитель, государственный деятель в Казахской ССР, общественный деятель, работник высшего образования. Герой Социалистического Труда (1966). В 1939—1940 гг. — заместитель народного комиссара лесной промышленности Казахской ССР. Начальник СМУ, управляющий трестом «Башнефтезаводстрой» (Уфа, 1945—1970). Заслуженный строитель РСФСР (1965). С 1970 г. до последних дней жизни А. М. Стариков работал проректором Уфимского нефтяного института по капитальному строительству. Депутат Верховного Совета Башкирской АССР четвертого (1955—1959) и седьмого созывов (1967—1971).
В 1921—1945 гг. — в Казахстане.
Под его руководством в Башкирии построены цеха и установки на трех Уфимских и Ишимбайском нефтеперерабатывающих, Уфимском химическом и Уфимском электроламповом заводах. Велось обустройство нефтепромыслового управления «Ишимбайнефть» и «Аксаковнефть», жилищное строительство.
Построены Уфимский завод текстильного стекловолокна, кирпичный завод в пос. Шакша (сейчас микрорайон Уфы), индустриальный комплекс объединения «Башжелезобетон», Карламанский сахарный завод, Кигинский птицекомбинат, Иглинский маслозавод, объекты в сельской местности, детский дом, корпуса институтов, дворцов культуры, объекты здравоохранения.

## Трудовая биография
Трудовую деятельность начал в 1921 г. водовозом-батраком в Барнауле. В 1924-25 гг. — ученик плотника коммунального хозяйства Барнаульского горсовета, в 1925-29 гг. — плотник различных организаций в г. Риддер (в 1926 — в стройконторе на горно-металлургическом комбинате «Полиметалл» в г. Риддер Восточно-Казахстанской области Казахской ССР). В 1930 г. назначен заместителем председателя Риддерстроя, в 1933-36 гг. — председатель постройкома Риддерстроя, в 1936-39 гг. — начальник жилстроя Риддерского комбината. В 1939—1940 гг. — заместитель народного комиссара лесной промышленности Казахской ССР, в 1940—1945 гг. — управляющий трестом «Тонзаготсбыт», управляющий трестом «Казахстаннефтестрой» (Гурьев). В 1945-46 гг. — начальник строительно-монтажного управления № 1 треста «Башнефтезаводы», в 1946—1970 гг. — управляющий Уфимским трестом «Башнефтезаводстрой». С 1970 года — проректор Уфимского нефтяного института по капитальному строительству.

## Красная Армия
в 1931—1933 гг. служил в Красной Армии.

## Награды
За выдающиеся успехи, достигнутые в выполнении заданий семилетнего плана по капитальному строительству, Указом Президиума Верховного Совета СССР от 11 августа 1966 г. А. М. Старикову присвоено звание Героя Социалистического Труда.
Награждён орденами Ленина (1948, 1958, 1966), Трудового Красного Знамени (1944, 1957), медалями.

## Память
В целях увековечения памяти А. М. Старикова на доме № 5 по улице Калинина г. Уфы установлена мемориальная доска.